# Stazione di Fisciano
Stazione di Fisciano vasútállomás Olaszországban, Fisciano településen.

## Vasútvonalak
Az állomást az alábbi vasútvonalak érintik:
- Salerno-Mercato San Severino-vasútvonal

## Kapcsolódó állomások
A vasútállomáshoz az alábbi állomások vannak a legközelebb:
- Stazione di Mercato San Severino
- Stazione di Baronissi